# Anneli Jäätteenmäki
Anneli Tuulikki Jäätteenmäki (født 11. februar 1955) er en finsk politiker fra Centerpartiet, der fra den 14. april til den 19. juni 2003 var statsminister i Finland og fra 2004 til 2019 var medlem af Europa-Parlamentet.
Jäätteenmäki var i en kort periode Finlands statsminister. Hun blev landet første kvindelige statsminister den 17. april 2003 efter at hendes parti vandt valget den 16. marts 2003, men gik af den 18. juni 2003 efter det var kommet frem, at hun havde lækket hemmelige oplysninger om Finlands rolle under Irakkrigen til USA.  Oplysningerne, i form af hemmelige dokumenter, blev lækket op til rigsdagsvalget i marts 2003 med det formål at kompromittere den daværende statsminister, socialdemokraten Paavo Lipponen.
Kort derefter – den 24. juni 2003 – blev Matti Vanhanen, også fra Centerpartiet, valgt til ny statsminister.